# Tajgagök
Tajgagök (Cuculus optatus) är en huvudsakligen asiatisk fågel i familjen gökar. Den är mycket lik göken och skiljer sig framför allt genom lätet, ett snabb ramsa påminnande om härfågel. Arten häckar i tajga från Uralbergen österut till Japan. Vintertid flyttar den till Australien. I Europa utanför Ryssland är den en mycket sällsynt gäst med endast ett säkert fynd, i Finland sommaren 2015 och 2016. Tajgagöken tros minska i antal, men beståndet anses ändå vara livskraftigt.

## Utseende och läten
Tajgagöken är mycket lik den europeiska göken och honan har liksom denna två morfer, en grå och en rostbrun. Den är generellt något mindre (30–34 centimeter i längd jämfört med gökens 32-36) och har grövre näbb. Den grå morfen är mörkare på rygg och vingar, vissa har grövre och tätare band undertill och undre stjärttäckarna ofta rostbeiga och utan fläckar. Den bruna morfen (som är vanligare förekommande än hos göken) har ofta bredare svarta band på tvären ovan än rödbruna band (tvärtom hos göken).

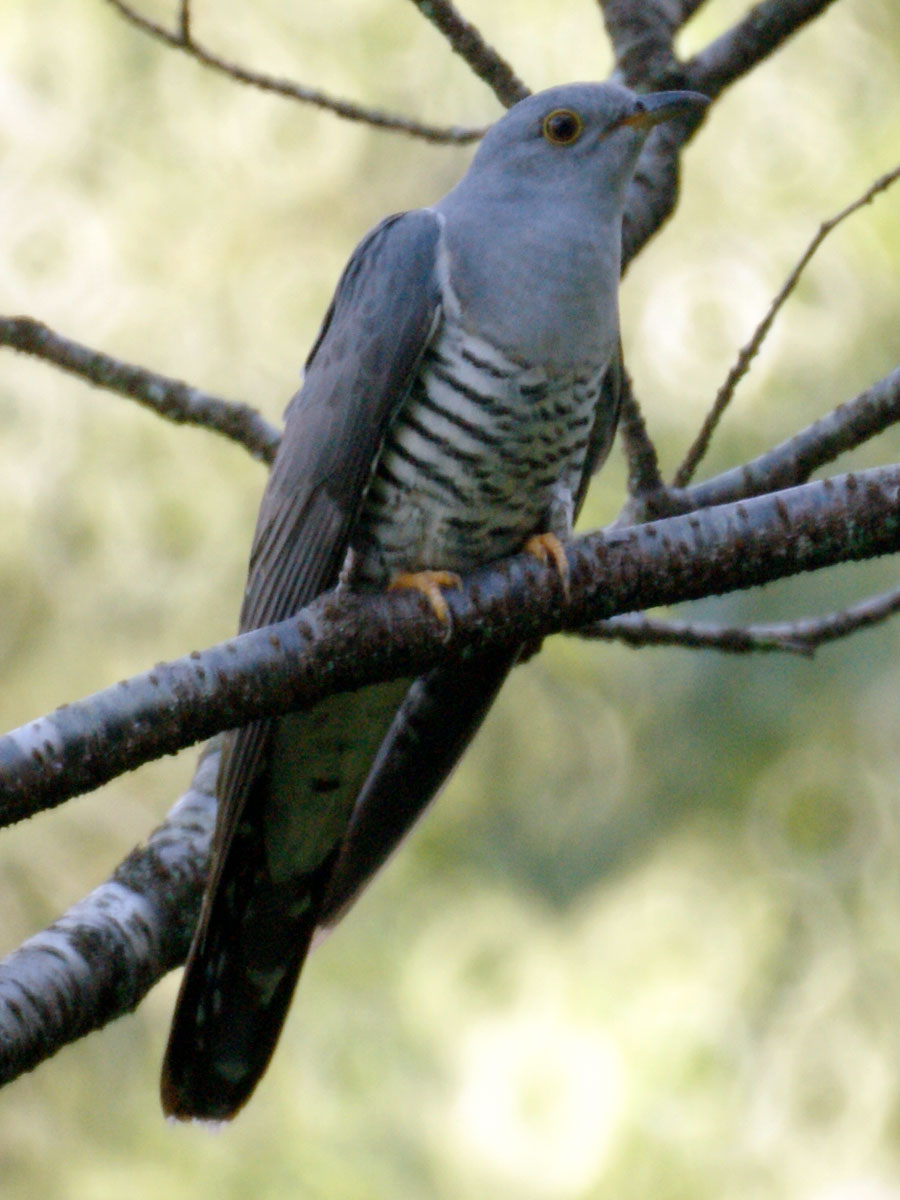
Tajgagök fotograferad i Japan.

Lätet är det tydligaste sättet att skilja tajgagöken från gök. Tajgagökshanen har en snabb ramsa av jämnt betonade tonpar, mycket påminnande om härfågel. Honans drill är hårdare och långsammare än motsvarande läte hos göken.

## Utbredning och systematik
Tajgagöken förekommer från Ryssland till Sibirien, norra Kina, Korea och Japan, vintertid till Australien. Sommaren 2015 och 2016 uppträdde en tajgagök i Teerijärvi i Finland, vilket är enda gången i Europa utanför Ryssland.
Artens systematik är komplicerad. Den tillhör en grupp närbesläktade gökar som tidigare behandlades som en och samma art. Gruppen består av förutom tajgagök även sundagök (C. lepidus) och himalayagök (C. saturatus). Numera anses de normalt utgöra tre olika arter.

## Ekologi
Tajgagöken förekommer i tajga och mer buskartad skog och lever av insekter och insektslarver. Liksom göken är den boparasit och lägger sina ägg i andra fåglars bon, framför allt Phylloscopus-sångare som nordsångare (P. borealis), lövsångare (P. trochilus) och östlig kronsångare (P. coronatus), men även sibirisk piplärka (Anthus hodgsoni) och fjällkronad stubbstjärt (Urosphena squameiceps).

## Status
Tajgagöken har en mycket stor utbredning, men tros minska i antal, dock inte tillräckligt kraftigt för att den ska anses vara hotad. Internationella naturvårdsunionen (IUCN) kategoriserar den som livskraftig. Världspopulationen uppskattas till mellan en halv och fem miljoner vuxna individer.